# Sister Golden Hair
Sister Golden Hair is een single van America. Het is afkomstig van hun album Hearts.
Het nummer van Beckley, zanger en gitarist binnen de band, gaat over iemand, die hevig verliefd is op een blondine, maar nog niet toe is aan trouwen. De titel is echter gebaseerd op de drie moeders van de zangers Dan Peek, Gerry Beckley en Dewie Bunnell.
De single onder productie van George Martin haalde in de Verenigde Staten voor één week de eerste plaats in de Billboard Hot 100. In Nederland verkocht de single nauwelijks, noch een hitnotering in de Nederlandse Top 40 noch in de Single Top 100.

## Covers
In 1994 werd de single in een dance-uitvoering uitgebracht door de Spaanse act Spanic. De single werd in Nederland Alarmschijf en bereikte de top-10 van de Nederlandse Top 40.  

### Top40
| Nummer | 26 | 11 | 9 | 7 | 10 | 16 | 28 | uit |

Ilse DeLange zong het nummer tijdens haar tournee, die leidde tot haar Livealbum en ook later op Live in Ahoy.

## NPO Radio 2 Top 2000
| Nummer met noteringen in de NPO Radio 2 Top 2000 | '02 | '03  | '04  | '05  | '06  | '07  | '08  | '09  | '10  | '11  |
| ------------------------------------------------ | --- | ---- | ---- | ---- | ---- | ---- | ---- | ---- | ---- | ---- |
| Sister Golden Hair                               | 950 | 1035 | 1215 | 1419 | 1653 | 1184 | 1348 | 1752 | 1348 | 1863 |

1. ↑  Een vetgedrukt getal geeft de hoogste notering aan.
2. ↑  2002 was het eerste jaar met een notering voor dit nummer.
3. ↑  Deze tabel is bijgewerkt tot en met de laatste editie (2024).